# Atrichum chlorochaete
Atrichum chlorochaete là một loài Rêu trong họ Polytrichaceae. Loài này được (Cardot) Mizush. mô tả khoa học đầu tiên năm 1956.